# Toumaï
Pour la série télévisée, voir Toumaï (série télévisée).
Toumaï (« Espoir de vie » en dazaga) est le surnom d'un crâne fossile de primate découvert  en 2001 dans le désert du Djourab, au Tchad.
Il a conduit à la définition d'une nouvelle espèce, Sahelanthropus tchadensis, que certains paléoanthropologues considèrent comme l'origine de la  lignée humaine, probablement très proche de la séparation entre les Panines (comprenant les chimpanzés) et les Hominines (comprenant le genre Homo et l'être humain).
L'âge du fossile est estimé à environ 7 millions d'années.

## Histoire

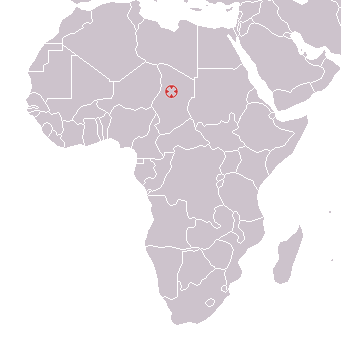
Lieu de découverte dans le désert du Djourab, au Tchad.

Le crâne  quasiment complet de Toumaï a été mis au jour dans le désert du Djourab au Tchad, à 800 km au nord de N'Djaména dans le cadre de la mission paléoanthropologique franco-tchadienne (MPFT) dirigée par Michel Brunet de l'université de Poitiers. Il a été découvert le 19 juillet 2001 par une équipe de quatre hommes (Ahounta Djimdoumalbaye, qui fut le premier à toucher le fossile, Fanoné Gongdibé, Mahamat Adoum et Alain Beauvilain qui dirigeait la mission) en service au Centre national d'appui à la recherche (CNAR, ministère de l'enseignement supérieur de la république du Tchad). Il a été inventorié sous le code TM 266-01-060-01 (TM pour Toros-Menalla, région de sa découverte, 266 pour le numéro du site et 01 pour l'année 2001).
Le crâne, cinq fragments de mâchoire, quelques dents et surtout une diaphyse de fémur gauche (TM266-01-063) ayant pu appartenir à neuf individus ont été découverts de juillet 2001 à mars 2002 sur le site 266 de Toros-Menalla et sur deux autres sites proches. La revue Nature publie trois articles sur cette découverte le 11 juillet 2002, une présentation par Bernard Wood de l'importance de cette découverte et deux articles de l'équipe, une description du fossile et celle du contexte géologique.
Des méthodes de datation biogéochronologique ont permis d'estimer l’âge de Toumaï à environ 7 millions d'années en se fondant sur le degré d'évolution des mammifères présents à ses côtés, par comparaison avec d'autres faunes africaines similaires. En 2008, les niveaux de sédiments renfermant le fossile ont été datés par la méthode 10Be/9Be, avec pour résultat une série d'âges absolus compris entre 6,8 et 7,2 millions d'années. L'applicabilité de ces âges à Toumaï n'est cependant pas garantie car le crâne a été trouvé en surface et sur un site perturbé à plusieurs reprises entre sa mise au jour en 2001 et le prélèvement des sédiments. Par ailleurs la méthode souffre d'un biais de raisonnement circulaire puisque c'est l'âge biochronologique des fossiles trouvés à proximité qui a servi à calibrer les appareils. De plus, le crâne de Toumaï n’étant pas en place (in situ) dans le sédiment (notamment, les coupes géologiques publiées par la MPFT varient fortement entre 2002 et 2008) et ayant même été déplacé lors d'une vraisemblable inhumation récente, cette méthode ne peut lui être appliquée.

## Caractéristiques de Toumaï

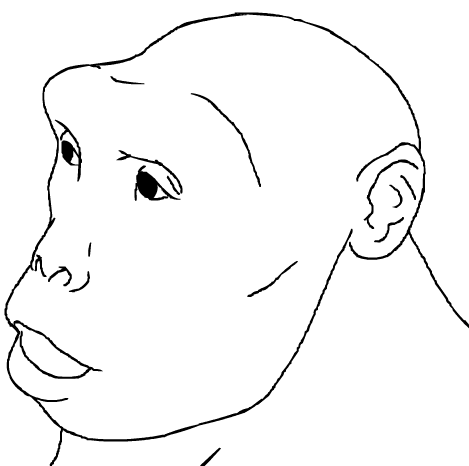
Reconstitution de Toumaï.

Toumaï mesurait environ un mètre et pesait près de 35 kg, il a des canines moins prononcées, une face moins projetée et un foramen magnum (trou occipital) plus en avant, témoin d'une certaine bipédie. Pour les chercheurs de la MPFT, Toumaï serait un mâle comme l'indique son très fort bourrelet sus-orbitaire. Il vivait dans les forêts qui jouxtaient le voisinage d'un lac ou à proximité d'une rivière. La découverte de Toumaï, 2 500 km à l'ouest du rift est-africain, a obligé le paléoanthropologue Yves Coppens à remettre lui-même en cause sa théorie de l'East Side Story formulée en 1982.
En 2003, le crâne de Toumaï est scanné à l'European Synchrotron Radiation Facility afin de déterminer la structure de ce crâne.

## Dénomination
Toumaï signifie « espoir de vie » en dazaga. Ce nom a été suggéré par le président de la république du Tchad Idriss Déby parce qu'il désigne dans cette langue des enfants nés juste avant la saison sèche (et qui ont, de ce fait, des chances de survie assez limitées) mais aussi pour célébrer la mémoire d'un de ses camarades de combat, vivant dans le nord du pays où le fossile a été découvert, et tué en combattant pour renverser le président Hissène Habré.

## Fémur et ulnas
Quinze ans après la découverte du fossile, l’anthropologue Roberto Macchiarelli suspecte Michel Brunet et son laboratoire de Poitiers de bloquer des informations relatives à un fémur, potentiellement de primate, retrouvé à proximité du crâne, mais que le laboratoire aurait tardé à identifier comme tel, cet os pouvant remettre en cause la bipédie de Toumaï,. 
Un fragment de fémur gauche (TM 266-01-063), un ulna droit (TM 266-01-050) et un ulna gauche (TM 266-01-358), découverts en 2001 sur le même site que le crâne, ne sont identifiés qu'en 2004 et étudiés à partir de 2017. On ne sait pas s'ils proviennent d'un même individu et il n'est pas prouvé que ces os longs et le crâne, les mandibules et les dents isolées déjà étudiées appartiennent à la même espèce, mais ce dernier point est probable dans la mesure où ce sont les seuls restes de grand primate parmi près de 13 800 fossiles représentant une centaine de vertébrés différents collectés dans environ 400 localités à Toros-Ménalla. Les résultats de l'étude, publiés en août 2022, confirment la bipédie comme moyen de locomotion habituel mais démontrent aussi la capacité à grimper dans les arbres,,.